# Indabigasz
Indabigasz – król Elamu w latach 649–648? p.n.e. Został wprowadzony na tron przez Aszurbanipala. Był władcą marionetkowym podporządkowanym Asyrii, który miał zachować pokój w kraju.Walkę o panowanie nad Elamem przegrał z  Humban-haltaszem III. 